# 圣英诺肯提乙堂
圣英诺肯提乙教堂，又称中华东正教会祈祷所 （俄语：Храм святого Иннокентия Иркутского），是一所位于天津市和平区新华路、郑州道附近的东正教教堂，由中国籍神父 谢尔盖•常锡福 建立于1930年，现已不存。为中国第一个归顺莫斯科牧首阿列克谢一世领导的俄罗斯东正教会，并承认苏联政权，在当时普遍服从境外俄罗斯东正教会 （Russian Orthodox Church Outside Russia；别称: 流亡塞尔维亚俄国主教公会） 的天津教区内，造成严重对立。

## 历史沿革
早期中国境内的俄国正教大都由俄国籍教士担任司祭。俄国十月革命爆发后，俄罗斯东正教会分裂为两派: 部分神职人员为躲避苏联宗教迫害，逃往塞尔维亚，组织塞尔维亚主教公会（俗称塞尔维亚流亡教廷），也就是境外俄罗斯东正教会的前身，他们主张反对共产主义，同时与反苏联的俄国白军关系密切。而留在俄罗斯本土的东正教则受到苏联控制，莫斯科牧首阿列克谢一世，率先承认苏联统治并与苏联合作。中华东正教会在北京 英诺肯提乙大主教领导下，断绝与莫斯科牧首的关系，效忠境外俄罗斯东正教会。在此期间，大量躲避苏联红色恐怖的俄国侨民逃入中国，中华正教会得到飞速发展。天津主教区作为中国最早的四个主教区（北京、哈尔滨、上海、天津）之一也于此期间成立（管辖天津和青岛的教堂）。
1930年，中国籍东正教神父 谢尔盖•常锡福 （Archpriest Sergiy Chang Fu；? - 1936），建立了天津圣英诺肯提乙教堂，该教堂历代都由中国籍神父主持，使用中文礼拜，信徒也以中国人为主，有别当时其他东正教会以俄文举行礼拜。此外，常锡福透过日本东正教会与莫斯科牧首阿列克谢一世联络，并服从阿列克谢一世，间接等于承认苏联政权，在当时普遍支持境外俄罗斯东正教会的天津教区，造成严重攻击，他们戏称常锡福的教会是红党教会 （共产党教会），并在常锡福神父主持礼拜时，朝教堂扔掷石块。常锡福大司祭于1936年逝世；继任的掌院为　芮宪章司祭 （Rui Xianzhang；? – 1941）、西满•杜润臣修士大司祭 （Simeon Du Runchen；1886-1965） 与大司祭 约安•杜立昆 （Protopresbyter Ioann Du Likun；? -1965） 均为中国人。中华人民共和国建立后，由宗教局指派杜立昆为天津的东正教领导人。该教堂最终于1956年因宗教压迫并入天津圣尼古拉东正教堂而被迫关闭，1965年杜立昆神父被红卫兵斗争，红卫兵当着杜神父的面砸毁东正教圣像与十字架，杜立昆在身体与精神备受煎熬，不久便逝世于天津。
1940年代末，随着中国内战形势的逐渐明朗，正教会在中国的地位越来越尴尬，一方面共产党政权下效忠境外俄罗斯东正教会 (流亡教廷) 及俄国共和政府的人会越来越难以生存，这导致大量滞留在中国的俄国遗民离开中国，教会的信众急剧减少；另一方面，中共政权不仅对中国天主教会和中国新教会充满戒心，也把来自苏俄的东正教会视作“海外敌对势力”，希望切断国内一切宗教活动的海外联系。1945年，北京与哈尔滨的东正教不顾中国国民党政府激烈反对，在维克多尔大主教领导下，断绝与境外俄罗斯东正教会的关系，服从莫斯科牧首阿列克谢一世；但当时伊望主教主持的上海教区与奥西波夫主持的天津教区，仍效忠境外俄罗斯东正教会。中华人民共和国建立后，支持境外俄罗斯东正教会的神职人员逃离中国。1950年，在苏联政府、中华人民共和国政府与莫斯科牧首阿列克谢一世的协议下，中国东正教自治教会成立，同时配合中国政府自立、自传、自养的三自原则。同年，维克多尔大主教为向中国政府示好，将全部教产捐赠给政府。，但尽管1957年中华自治东正教会成立（未能成立爱国会之类的组织），随着文革的到来，教堂被迫害充公，神职人员于文革中罹难，对刚成立的中华自治东正教会，造成重创。改革开放后，由于当年维克多尔大主教将全国教产捐给国家，故教徒无法向新教或天主教会一样，向政府申请文革中被挪为他用的教堂作宗教用途。目前中国东正教，仅于哈尔滨、新疆、内蒙古等地，有零星的宗教活动。

## 现状
由于上面提到的原因，正教在中国的绝大多数教产都没有恢复。天津的所有东正教堂都在文革、唐山大地震、和城市改造中拆毁了，目前天津只有极少量的正教信徒活动。
有消息指出，有13名来自北京、河北省、黑龙江省、内蒙古自治区、上海及天津的中国正教学生正在莫斯科神学院、斯列坚斯卡亚神学院及圣彼得堡神学院读书，部分会于几年内毕业。正教在天津的前景仍不明晰。